# Камподимеле
Камподимеле (итал. Campodimele) — коммуна в Италии, располагается в регионе Лацио, в провинции Латина.
Население составляет 673 человека (2008 г.), плотность населения составляет 18 чел./км². Занимает площадь 38 км². Почтовый индекс — 4020. Телефонный код — 0771.
Покровителем населённого пункта считается святой Онуфрий, празднование 12 июня.

## Демография
Местное население знаменито повышенной продолжительностью жизни. Так, более 10% жителей находятся в возрастном диапазоне от 75 до 99 лет (для сравнения, такой же показатель по Италии составляет менее 5%).

## Администрация коммуны
- Официальный сайт: